# آبادان (خور و بیابانک)
آبادان (خور)، روستایی از توابع بخش مرکزی شهرستان خوروبیابانک در استان اصفهان ایران است.

## جمعیت
این روستا در دهستان بیابانک قرار دارد و براساس سرشماری مرکز آمار ایران در سال ۱۳۸۵، جمعیت آن ۱۷ نفر (۴خانوار) بوده‌است.